# Dean Wilson
Dean Wilson   (Glasgow, 28 de desembre de 1991) és un pilot professional de motocròs escocès que competeix als Campionats AMA des del 2010. A data del 2023 n'havia guanyat un títol de motocròs, concretament el de 250cc del 2011.